# Dombeya aethiopica
Dombeya aethiopica är en malvaväxtart som beskrevs av Alexander Gilli. Dombeya aethiopica ingår i släktet Dombeya och familjen malvaväxter. Inga underarter finns listade i Catalogue of Life.